# Giro d’Italia
Giro d’Italia (ofta kallat Girot) är ett professionellt cykellopp för herrar och, vid sidan av Tour de France och Vuelta a España, ett av tre stora etapploppen inom cykelsporten i världen (Grand Tours). Tävlingen håller på i tre veckor och brukar inledas i början av maj. 
Tävlingen anses vara den tuffaste av de tre Grand Tour, beroende på att stigningarna i Giro d’Italia brukar vara brantare och längre än stigningarna i Tour de France och Vuelta a España. Berömda hårda stigningar som brukar vara med på Giro d’Italia är Passo di Gavia, Passo del Mortirolo och Passo dello Stelvio vars punkt är belägen 2 758 meter över havet. Den högsta punkten på Giro d'Italia kallas Cima Coppi efter den italienska cyklisten Fausto Coppi som vann Girot fem gånger. 
Ledaren under loppet bär en rosa tröja kallad la maglia rosa som kan jämföras med den gula ledartröjan i Tour de France.
Tävlingen har avgjorts årligen sedan 1909, med undantag för 1915–1918 och 1941–1945 då tävlingen ställdes in på grund av krig.

## Intergiro
Intergirotävlingen i Giro d’Italia var ett slags halvvägspris där tiden noterades för cyklisterna när de passerade ett givet spurtpris längs varje etapp, samt en av mellantidskontrollerna på tempoetapperna där cyklisterna kör en och en på tid. Man räknade dock inte den sammanlagda intergirotiden utan drog i stället av ett antal givna sekunder från de tre främstas passertid, varierande efter placering. Intergirotävlingen ersattes 2006 av en kombinationstävling, vilken i sin tur ersattes året efter av den återupptagna ungdomstävlingen (som lades ner efter 1994).

## Vinnare

### Totalvinnare genom åren
Mario Cipollini vann 42 etapper i Giro d'Italia under karriären.  Tvåa i listan ligger Alfredo Binda med 41 etappvinster och trea Learco Guerra med 31.

- 1909:  Luigi Ganna – Atala–Dunlop
- 1910:  Carlo Galetti – Atala–Continental
- 1911:  Carlo Galetti – Bianchi
- 1912:  Atala–Dunlop[3]
- 1913:  Carlo Oriani – Maino
- 1914:  Alfonso Calzolari – Stucchi–Dunlop
- 1919:  Costante Girardengo – Stucchi–Dunlop
- 1920:  Gaetano Belloni – Bianchi
- 1921:  Giovanni Brunero – Legnano–Pirelli
- 1922:  Giovanni Brunero – Legnano–Pirelli
- 1923:  Costante Girardengo – Maino
- 1924:  Giuseppe Enrici
- 1925:  Alfredo Binda – Legnano–Pirelli
- 1926:  Giovanni Brunero – Legnano–Pirelli
- 1927:  Alfredo Binda – Legnano–Pirelli
- 1928:  Alfredo Binda – Wolsit–Pirelli
- 1929:  Alfredo Binda – Legnano–Torpedo
- 1930:  Luigi Marchisio – Legnano–Pirelli
- 1931:  Francesco Camusso – Gloria–Hutchinson
- 1932:  Antonio Pesenti – Wolsit–Hutchinson
- 1933:  Alfredo Binda – Legnano–Clément
- 1934:  Learco Guerra – Maino–Clement
- 1935:  Vasco Bergamaschi – Maino–Girardengo
- 1936:  Gino Bartali – Legnano–Wolsit
- 1937:  Gino Bartali – Legnano
- 1938:  Giovanni Valetti – Fresjus
- 1939:  Giovanni Valetti – Frejus
- 1940:  Fausto Coppi – Legnano
- 1946:  Gino Bartali – Legnano–Pirelli
- 1947:  Fausto Coppi – Bianchi
- 1948:  Fiorenzo Magni – Willier Triestina
- 1949:  Fausto Coppi – Bianchi–Ursus
- 1950:  Hugo Koblet – Guerra–Ursus
- 1951:  Fiorenzo Magni – Ganna–Ursus
- 1952:  Fausto Coppi – Bianchi–Pirelli
- 1953:  Fausto Coppi – Bianchi–Pirelli
- 1954:  Carlo Clerici – Guerra–Ursus
- 1955:  Fiorenzo Magni – Clément–Fuchs
- 1956:  Charly Gaul – Faema–Guerra
- 1957:  Gastone Nencini – Leo–Chlorodont
- 1958:  Ercole Baldini – Legnano
- 1959:  Charly Gaul – Emi G.S.
- 1960:  Jacques Anquetil – Fynsec–Helyett
- 1961:  Arnaldo Pambianco – Fides
- 1962:  Franco Balmamion – Carpano
- 1963:  Franco Balmamion – Carpano
- 1964:  Jacques Anquetil – Saint-Raphaël–Gitane–Dunlop
- 1965:  Vittorio Adorni – Salvarani
- 1966:  Gianni Motta – Molteni
- 1967:  Felice Gimondi – Salvarani
- 1968:  Eddy Merckx – Faema
- 1969:  Felice Gimondi – Salvarani
- 1970:  Eddy Merckx – Faemino–Faema
- 1971:  Gösta Pettersson – Ferretti
- 1972:  Eddy Merckx – Molteni
- 1973:  Eddy Merckx – Molteni
- 1974:  Eddy Merckx – Molteni
- 1975:  Fausto Bertoglio – Jollj Ceramica
- 1976:  Felice Gimondi – Bianchi–Campagnolo
- 1977:  Michel Pollentier – Flandria–Velda–Latina Assicurazioni
- 1978:  Johan De Muynck – Bianchi–Faema
- 1979:  Giuseppe Saronni – Scic–Bottecchia
- 1980:  Bernard Hinault – Renault–Gitane
- 1981:  Giovanni Battaglin – Inoxpran
- 1982:  Bernard Hinault – Renault–Elf–Gitane
- 1983:  Giuseppe Saronni – Del Tongo–Colnago
- 1984:  Francesco Moser – Gis Gelati–Tuc Lu
- 1985:  Bernard Hinault – La Vie Claire–Look
- 1986:  Roberto Visentini – Carrera Jeans–Vagabond
- 1987:  Stephen Roche – Carrera Jeans–Vagabond
- 1988:  Andrew Hampsten – 7-Eleven–Hoonved
- 1989:  Laurent Fignon – Super U–Raleigh–Fiat
- 1990:  Gianni Bugno – Chateau d'Ax–Salotti
- 1991:  Franco Chioccioli – Del Tongo–MG Boys
- 1992:  Miguel Indurain – Banesto
- 1993:  Miguel Indurain – Banesto
- 1994:  Jevgenij Berzin – Gewiss–Ballan
- 1995:  Tony Rominger – Mapei–GB–Latexco
- 1996:  Pavel Tonkov – Panaria–Vinavil
- 1997:  Ivan Gotti – Saeco
- 1998:  Marco Pantani – Mercatone Uno–Bianchi
- 1999:  Ivan Gotti – Team Polti
- 2000:  Stefano Garzelli – Mercatone Uno–Albacom
- 2001:  Gilberto Simoni – Lampre–Daikin
- 2002:  Paolo Savoldelli – Index–Alexia Alluminio
- 2003:  Gilberto Simoni – Saeco Macchine per Caffè
- 2004:  Damiano Cunego – Saeco Macchine per Caffè
- 2005:  Paolo Savoldelli – Discovery Channel
- 2006:  Ivan Basso – Team CSC
- 2007:  Danilo di Luca – Liquigas
- 2008:  Alberto Contador – Astana
- 2009:  Denis Mensjov – Rabobank
- 2010:  Ivan Basso – Liquigas–Doimo
- 2011:  Michele Scarponi – Lampre–ISD
- 2012:  Ryder Hesjedal – Garmin–Barracuda
- 2013:  Vincenzo Nibali – Astana
- 2014:  Nairo Quintana – Movistar Team
- 2015:  Alberto Contador – Tinkoff–Saxo
- 2016:  Vincenzo Nibali – Astana
- 2017:  Tom Dumoulin – Team Sunweb
- 2018:  Chris Froome – Team Sky
- 2019:  Richard Carapaz – Movistar Team
- 2020:  Tao Geoghegan Hart – Ineos Grenadiers
- 2021:  Egan Bernal – Ineos Grenadiers
- 2022:  Jai Hindley – Bora–Hansgrohe
- 2023:  Primož Roglič – Team Jumbo–Visma
- 2024:  Tadej Pogačar – UAE Team Emirates
- 2025:  Simon Yates – Team Visma–Lease a Bike

### Återkommande segrare
5 vinster
- Alfredo Binda (ITA)
- Eddy Merckx (BEL)
- Fausto Coppi (ITA)

3 vinster
- Gino Bartali (ITA)
- Giovanni Brunero (ITA)
- Carlo Galetti (ITA)
- Bernard Hinault (FRA)
- Fiorenzo Magni (ITA)
- Felice Gimondi (ITA)

2 vinster
- Jacques Anquetil (FRA)
- Franco Balmamion (ITA)
- Charly Gaul (LUX)
- Costante Girardengo (ITA)
- Miguel Induráin (ESP)
- Giuseppe Saronni (ITA)
- Gilberto Simoni (ITA)
- Giovanni Valetti (ITA)
- Paolo Savoldelli (ITA)
- Alberto Contador (ESP)
- Vincenzo Nibali (ITA)
- Ivan Basso (ITA)

## Svenska deltagare
- Michael ”Roddarn” Andersson (1998)
- Niklas Axelsson (1998–2000)
- Magnus Bäckstedt (2003–04, 2008)
- Tomas Fåglum
- Bernt Johansson (1978–79)
- Fredrik Kessiakoff (2009, 2013)
- Michel Lafis (1998–2000)
- Gustav Larsson (2006, 2008, 2010, 2012)
- Jonas Ljungblad (2009)
- Marcus Ljungqvist (2004)
- Tobias Ludvigsson (2013, 2014, 2015, 2016, 2019)
- Thomas Löfkvist (2009, 2011)
- Glenn Magnusson (1996–98)
- Gösta Pettersson (1970–72)
- Tommy Prim (1980–85)
- Alf Segersäll (1978, 1979–86)
- Patrick Serra (1986-87)
- Kjell Nilsson (1986-88)

Giro d’Italia har vunnits av en svensk cyklist, nämligen Gösta "Fåglum" Pettersson, som segrade 1971. Andra svenskar som klarat sig bra är Tommy Prim som kom tvåa 1981 och 1982, och Bernt Johansson som kom trea 1979. Den senaste svensken som nått en topp 10-placering i tävlingen är Nicklas Axelsson, som kom sexa 1999. 
År 2009 körde Thomas Löfkvist i den rosa ledartröjan på den 5:e etappen, och ledde ungdomstävlingen (vit tröja) etapperna 5–15. Thomas Löfkvist slutade totalt på en 25:e plats.
Intergirotävlingen vanns 2003 av Magnus Bäckstedt.
Sex svenska cyklister har lyckats vinna etapper i Girot genom åren. Flest har Glenn Magnusson med tre segrar. Bernt Johansson har två medan Gustav Larsson, Gösta ”Fåglum” Pettersson, Alf Segersäll och Tommy Prim har varsin etappseger.